# Aura an der Saale
Aura an der Saale település Németországban, azon belül Bajorországban. Lakosainak száma 877 fő (2023. december 31.).

## Népesség
A település népessége az elmúlt években az alábbi módon változott:
| Lakosok száma | 548  | 725  | 772  | 731  | 874  | 887  | 864  | 861  | 867  | 877  |
|               | 1875 | 1950 | 1975 | 1987 | 2012 | 2014 | 2016 | 2017 | 2021 | 2023 |